# Ciudad del Plata
Ciudad del Plata est une ville suburbaine et littorale de l'Uruguay, siège d'une municipalité située dans le département de San José, sur la rive droite du fleuve Santa Lucía jusqu'à son embouchure sur le Río de la Plata. Elle fait partie intégrante de l'Aire métropolitaine de Montevideo.
Par sa population qui s'élevait à 31 146 habitants en 2011, elle figure parmi les municipalités résidentielles importantes de la Métropole de Montevideo y occupant le quatrième rang urbain après Montevideo, Ciudad de la Costa et Las Piedras.

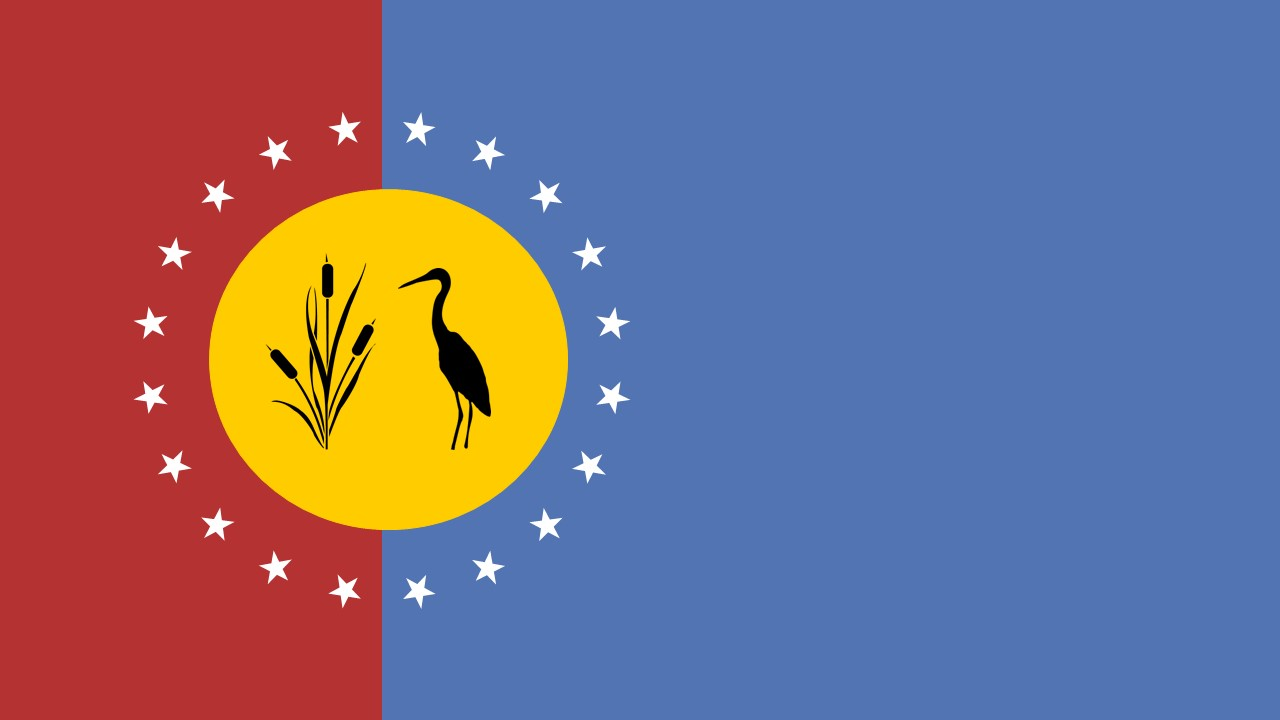
Bannière officielle de Ciudad del Plata inaugurée le 19 juillet 2022,

## Géographie

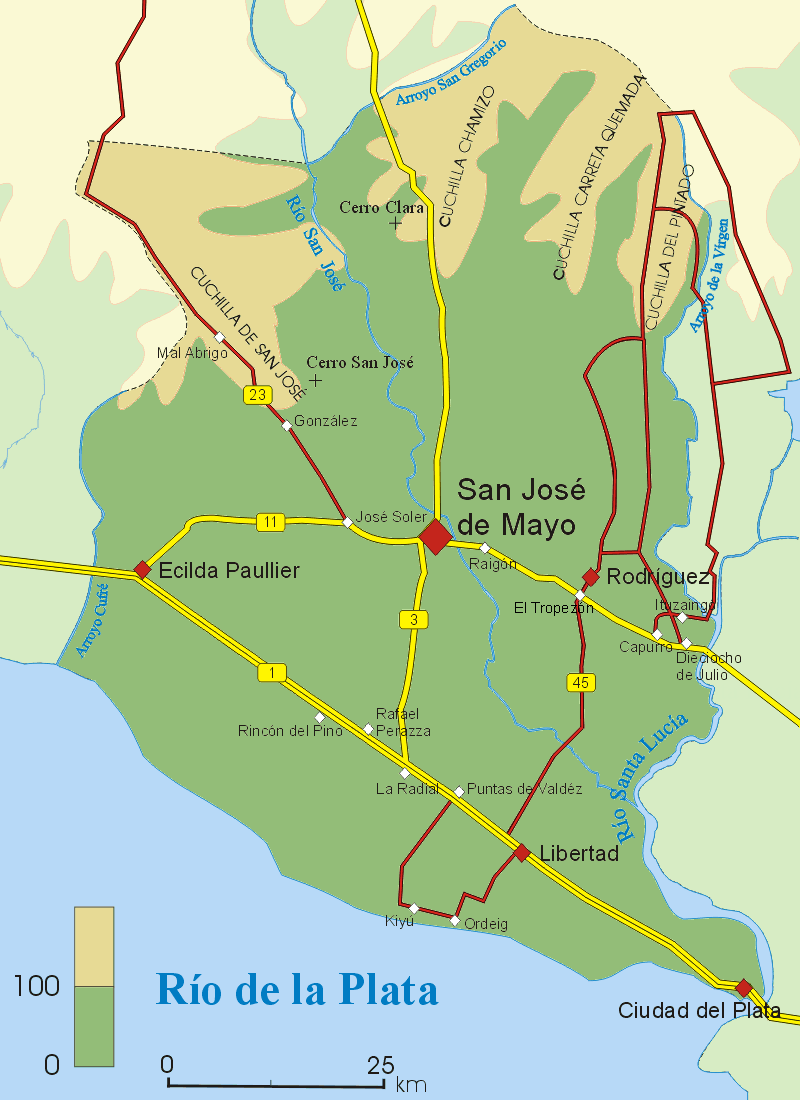
Situation géographique de Ciudad del Plata sur la carte départementale de San José.

La ville est située au sud-est du département de San José et est bordée par la rive du Río de la Plata,  jalonnée de plages de sable et de dunes plantées de pins. Au débouché du fleuve Santa Lucía sur la rive platéenne, un delta marécageuse isole un îlot. 
Sur sa partie est, la ville longe la rive droite du fleuve Santa Lucía qui est enjambée par le pont Alfredo Zitarossa facilitant la liaison avec la Route Nationale 1, une des artères routières structurantes de l'Uruguay.
La ville fait partie de l'Aire métropolitaine de Montevideo, à 22 km du centre de la capitale du pays. Elle est la quatrième ville de la zone métropolitaine par sa population après Montevideo, Ciudad de la Costa et Las Piedras.
L'espace urbain de Ciudad del Plata est délimité par le río de la Plata au sud, le fleuve Santa Lucía au nord et à l'est, et à l'ouest par la Route 1.

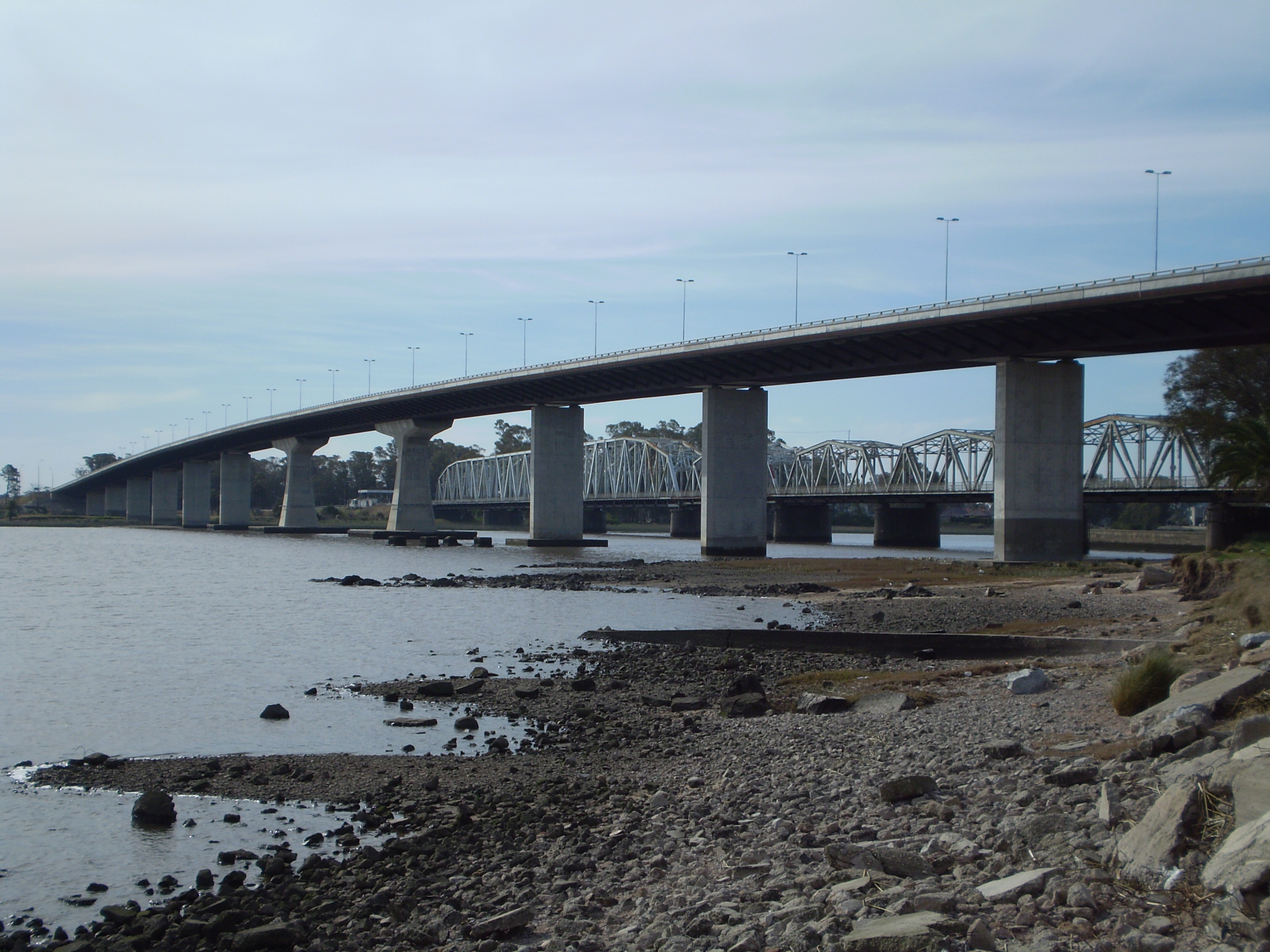
Le nouveau pont au-dessus du río Santa Lucía à Ciudad del Plata.

Ce vaste territoire municipal  de 125 km2 est parsemé de nombreux paysages  entourés d'espaces verts et parcouru par le fleuve Santa Lucía, des ruisseaux (en espagnol : arroyos) et un long liseré côtier diversifié constitué de plages, de lagunes et de marécages. La ville envisage de créer un parc urbain aménagé comme il en existe dans de nombreuses cités uruguyennes comme la Parc Rodó à San José de Mayo.
Un autre projet d'envergure est envisagé sur le littoral du río de la Plata avec l'aménagement du site de la plage Penino (Playa Penino) autour d'une vaste réserve naturelle.

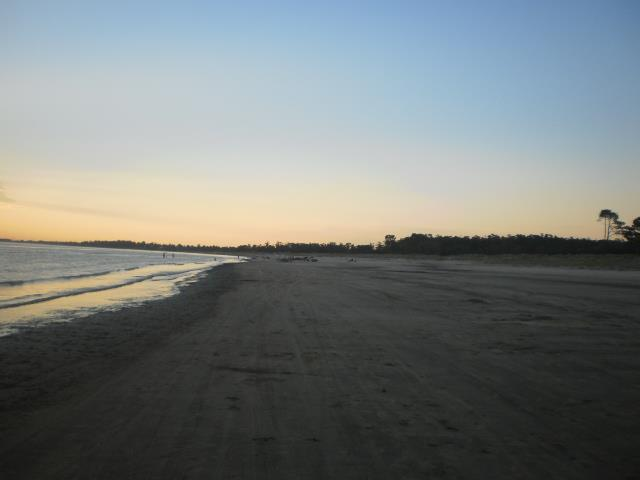
La côte préservée de Playa Penino à Ciudad del Plata.

## Histoire
L'endroit était anciennement connu sous le nom de Rincón del Bolso. L'expansion urbaine vers l'ouest de Montevideo est à l'origine de la création de Ciudad del Plata.
La municipalité a été fondée le 25 octobre 2006.
Elle résulte d'un regroupement d'anciennes municipalités qui ont fusionné effectivement en 2010.

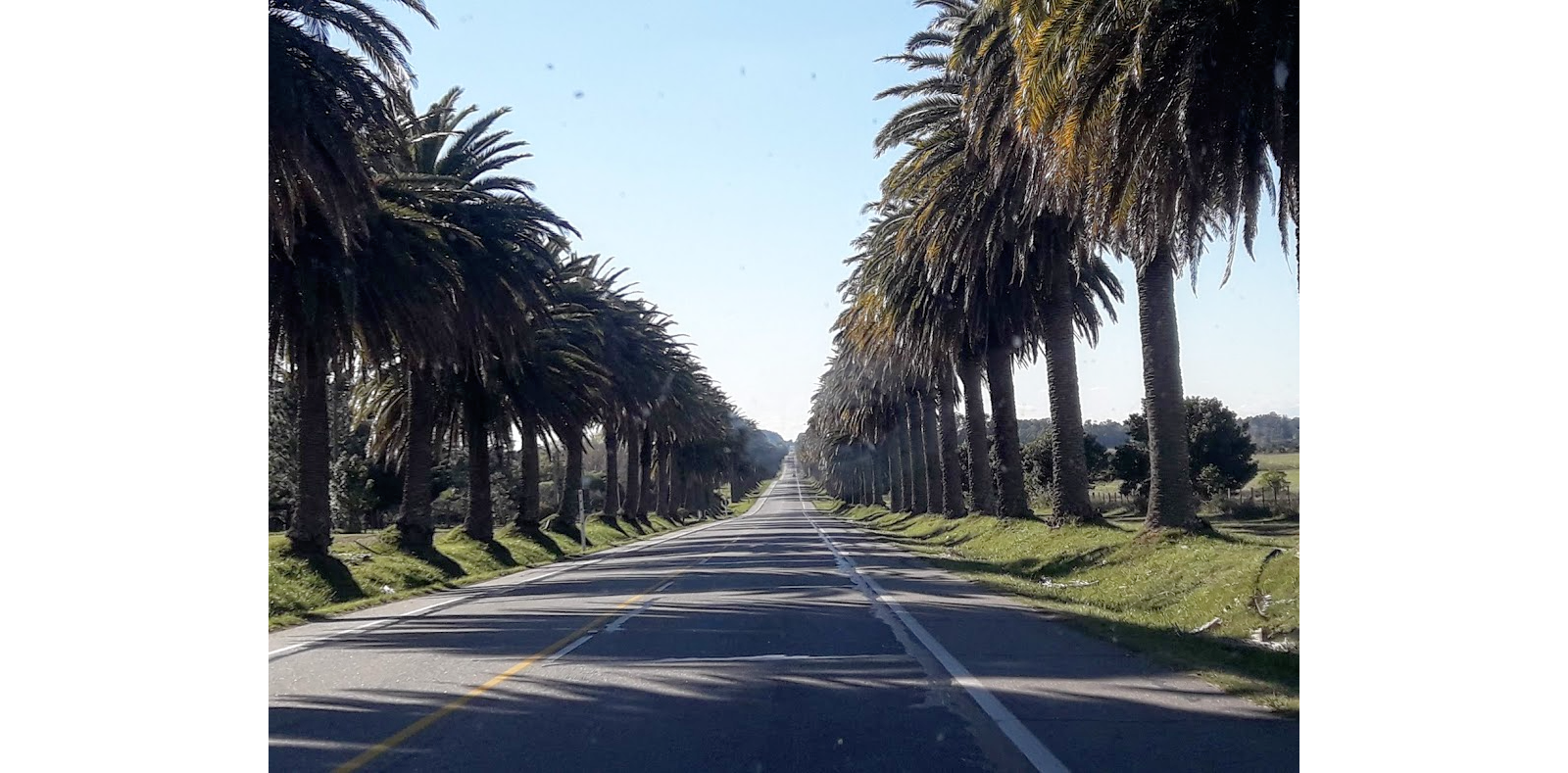
La Route 1 fait partie des délimitations de la municipalité de Ciudad del Plata créée en 2010.

Parmi ces anciennes municipalités qui constituent maintenant des quartiers (en espagnol : "barrios") de la ville se trouvent : Delta del Tigre, Parque Postel, Parque del Plata,  Monte Grande, Safici, Santa Mónica, Playa Pascual tandis que Villa Olímpica, Sofima, Villa Rives, San Fernando, Autódromo Nacional, San Fernando Chico, Las Violetas, Penino, Santa María, Santa Victoria et San Luis sont d'anciennes fractions de municipalité.
En 2010, à la suite de la Loi de décentralisation (en espagnol : Ley de Descentralización), a été créée la Municipalité de Ciudad del Plata. Son nouveau territoire contient un espace  urbain et une zone rurale environnante qui inclut las colonias Galland y Wilson. Les límites spécifiques de ce nouveau territoire municipal sont le km 39 à l'ouest sur la Route 1, le Río de la Plata au Sud et au nord-est le Río Santa Lucía.

## Galerie

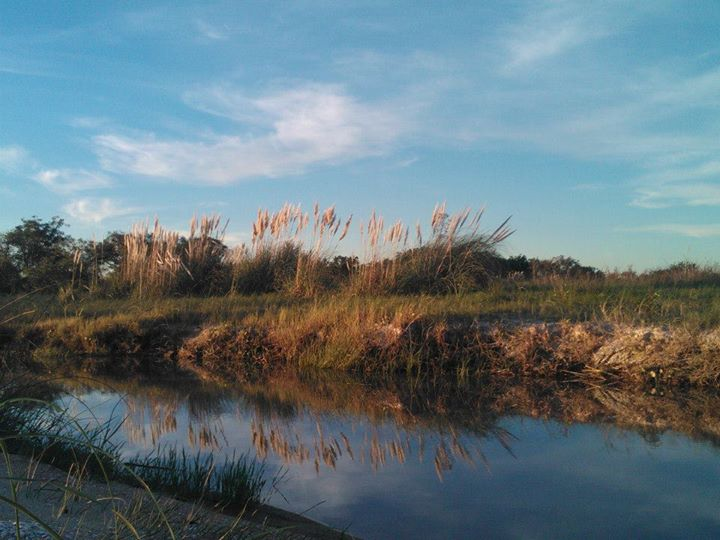
La Réserve Naturelle de playa Penino.

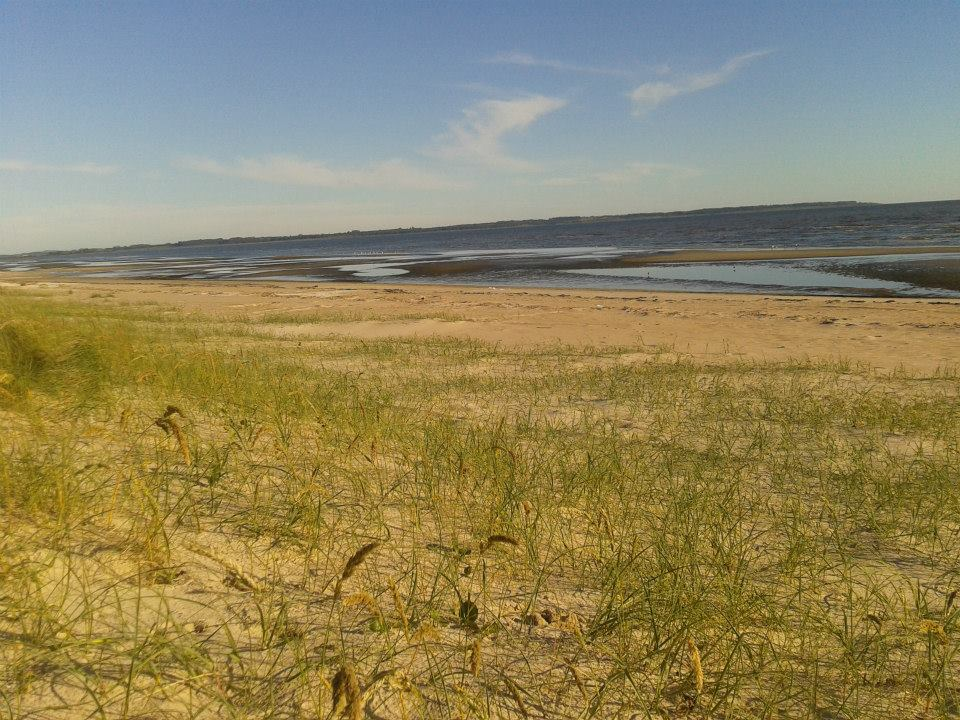
Le littoral préservé du río de la Plata à Ciudad del Plata.

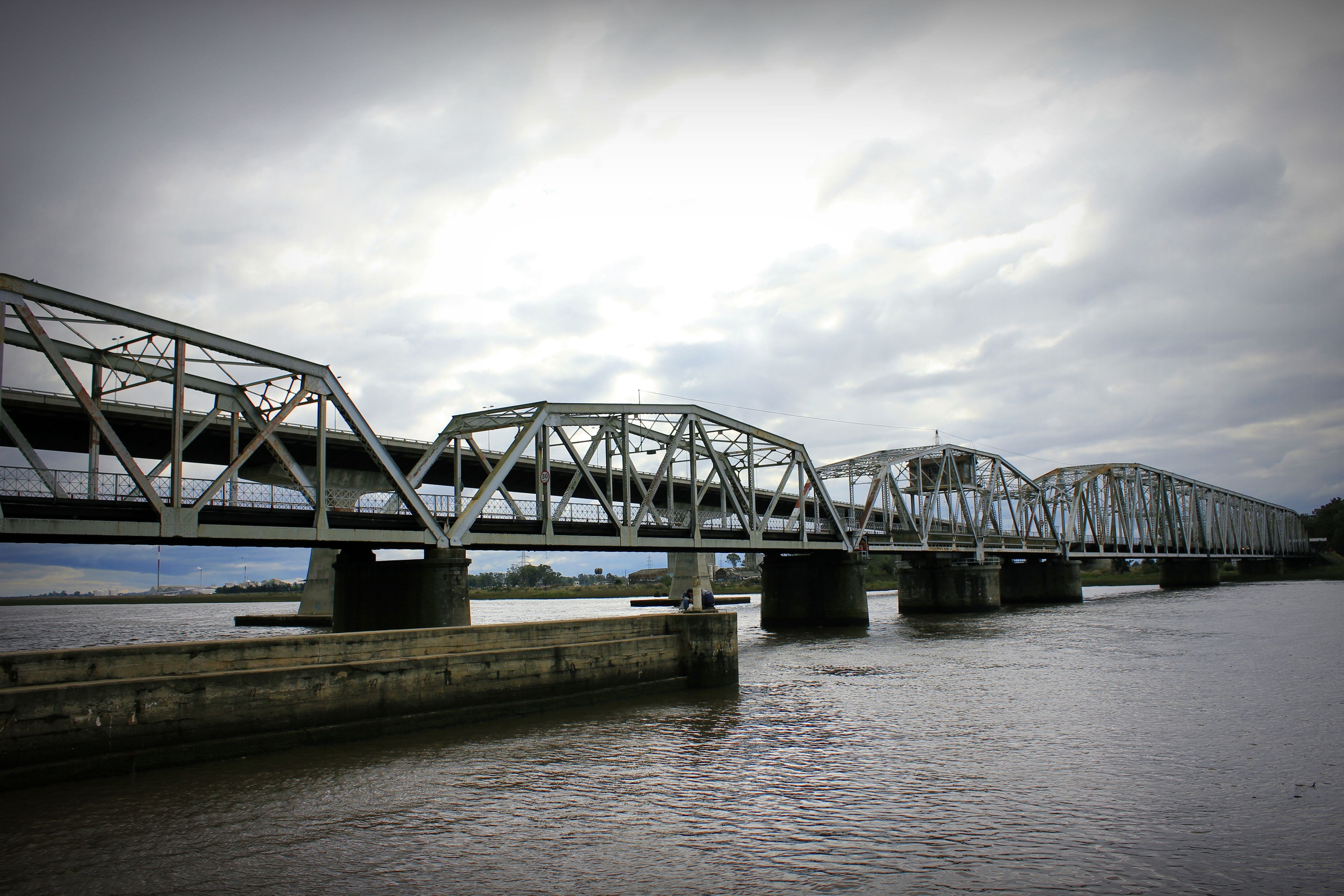
Le pont Giratorio Barra sur le río Santa Lucía à Ciudad del Plata.

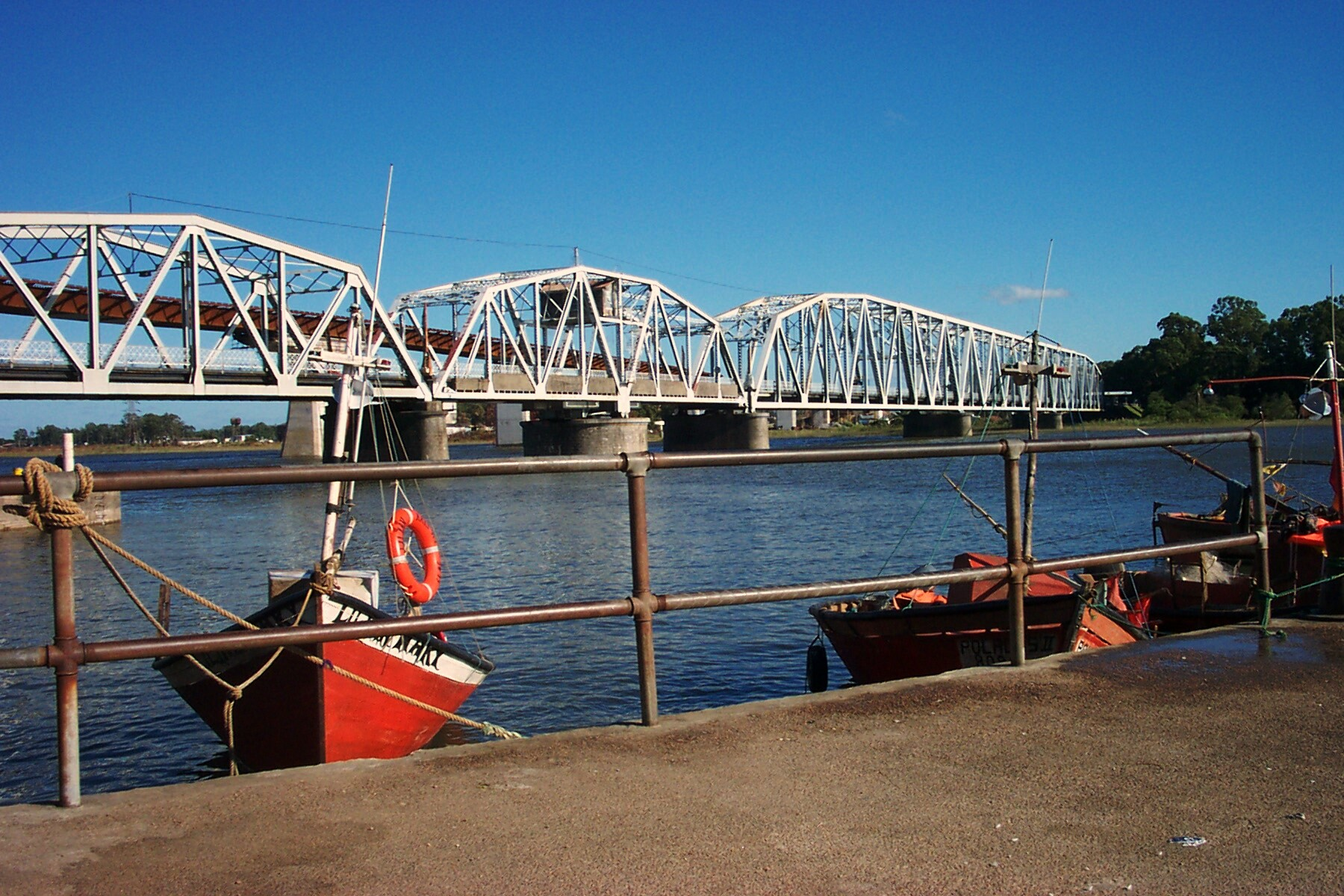
Le pont sur le río Santa Lucía et bateaux à Ciudad del Plata.

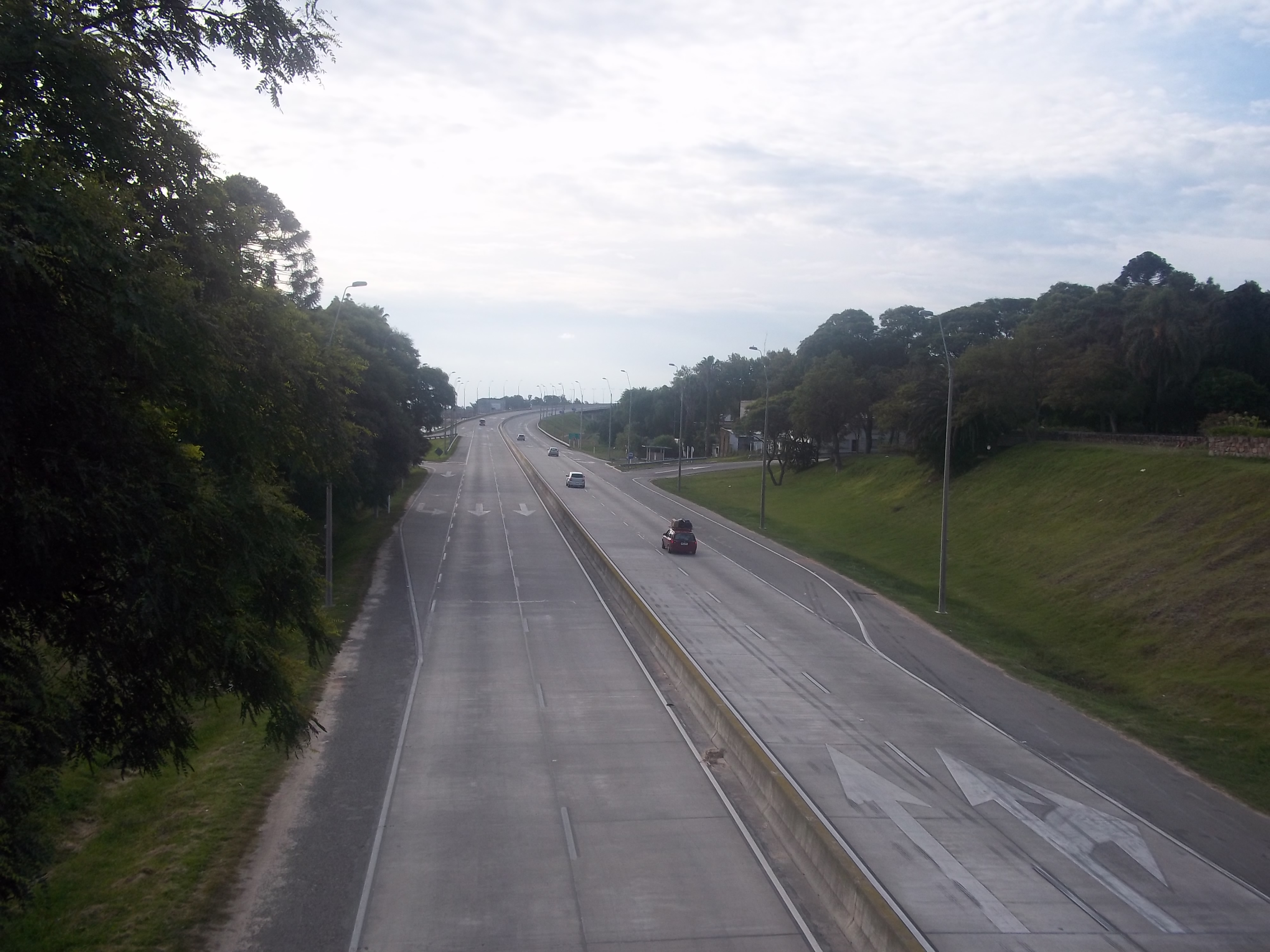
La Route nationale 1 traverse Ciudad del Plata avant de rejoindre la capitale départementale San José de Mayo.

## Population
| Année | Population |
| ----- | ---------- |
| 1963  | –          |
| 1975  | –          |
| 1985  | –          |
| 1996  | –          |
| 2011  | 31 146     |

Références,,,,